# Černá Desná
Černá Desná je vodní tok tekoucí na severu České republiky v Jizerských horách. Pramení v údolí mezi Černým vrchem (1029 m n. m.) a Jizerou (1025 m n. m.). Odtud teče jižním směrem podél silnice II/290 až k přehradní vodní nádrži Souš, která je na jejím toku zbudována. Na její jižní straně z přehrady vytéká, západním směrem obtéká osadu Souš a západně od Černé říčky pokračuje až ke městu Desná. V těchto místech se na toku nachází přírodní památka Černá Desná zahrnující Hrncový, Bukový a Plotnový vodopád, k jejímuž vyhlášení došlo na konci července roku 2013. Přímo v Desné, jihovýchodně od zdejšího kostela Nanebevstoupení Páně, se slévá s Bílou Desnou. Dále tok pokračuje jako Desná, která se po 2,4 km vlévá do Kamenice.